# Кунал Наяр
Кунал Наяр (на английски: Kunal Nayyar) (роден на 30 април 1981 г.) е британско-индийски актьор.
Най-известен с ролята си на Раджеш Кутрапали в ситкома „Теория за Големия взрив“.
Наяр озвучава Гупта в „Ледена епоха 4: Континентален дрейф“ и Блясъчко в „Тролчета“.

## Личен живот
През декември 2011 г. се жени за Неха Капур, която е Мис Индия за 2006 г.